# 中国驻巴西大使馆
中华人民共和国驻巴西联邦共和国大使馆（葡萄牙語：Embaixada da República Popular da China na República Federativa do Brasil），简称中国驻巴西大使馆，是中华人民共和国驻巴西联邦共和国的外交代表机构。